# Billyjojimbob
Billyjojimbob, född den 10 mars 1987, död den 15 juni 2002, var en kanadensisk varmblodig travhäst. Under hela sin karriär tränades han av Mike Wade, och kördes oftast av Murray Brethour. Namnet fick han efter huvudpersonerna i en kanadensisk såpopera: Billy Jo och Jim Bob.
Billyjojimbob är mest känd för att som enda kanadensiska häst ha vunnit Elitloppet (1992). Han satte även världsrekord på en halvmilebana för äldre hästar, då han vann Provenzano Memorial på Batavia Downs.
Under sin karriär vann han 39 av 62 lopp, med totalt 946762 kanadensiska dollar insprunget. Han dog den 15 juni 2002 av en misstänkt hjärtattack. Han blev invald in Canadian Horse Racing Hall of Fame 1995.